# Hilda Flores
Hilda Agnes Hübner Flores (Venâncio Aires, 16 de junho de 1933) é uma professora, tradutora e historiadora brasileira.
Filha de Francisco Hübner e Anna Antonia Dittrich, graduou-se em Serviço Social e Filosofia, e obteve mestrado e doutorado em História. Atuou como professora na rede pública estadual e na Pontifícia Universidade Católica do Rio Grande do Sul. Na área da pesquisa seus temas de maior interesse são a imigração alemã e a história do feminismo e das mulheres no Rio Grande do Sul, este um campo em que foi pioneira no estado. Tem grande bibliografia autoral publicada e traduziu diversos estudos estrangeiros. É casada com o pesquisador Moacyr Flores.
Também deixou uma relevante marca em instituições culturais, sendo membro fundador da Academia de Lexicografia de Minas Gerais, membro fundador do Instituto Histórico e Geográfico de São Luiz Gonzaga, sócia dos institutos históricos e geográficos de Goiânia e do Rio Grande do Sul, membro efetivo da Academia Rio-Grandense de Letras e do Círculo de Pesquisas Literárias. Presidiu três vezes a Academia Literária Feminina do Rio Grande do Sul, e seis vezes o Círculo de Pesquisas Literárias.
Sua atividade acadêmica e intelectual é amplamente reconhecida, sendo recipiente de vários prêmios, entre eles o Prêmio de Honra ao Mérito da Associação Nacional de Jornalistas e Escritoras do Brasil (AJEB), pelo conjunto da obra sobre a mulher brasileira; o Prêmio do Concurso Nacional de Ensaios do Governo do Estado/Casa Masson; a Medalha Irmão Afonso, da PUCRS; o Destaque Literário, da AJEB; o Prêmio Ivan Lins da União Brasileira de Escritores/Academia Carioca de Letras; o Prêmio Internacional de Literatura Brasil-América Hispânica, da Academia Feminina Mineira de Letras, e o Prêmio Distinção Imigração Alemã, da Comissão das Comemorações da Imigração Alemã no Rio Grande do Sul/Federação dos Centros de Cultura Alemã no Brasil/Centro Cultural 25 de Julho, pelo conjunto da obra sobre a imigração.
Entre suas principais publicações estão:
- Canção dos Imigrantes, 1983
- Sociedade, Preconceitos e Conquistas, 1989
- O Ramalhete, 1990
- RS: Aspectos da Revolução de 1893, 1993
- Alemães na Guerra dos Farrapos, 1995
- Dicionário de Mulheres, 1999
- História da Imigração Alemã no Rio Grande do Sul, 2004
- Anita Garibaldi: a criação de um mito, 2007
- Mulheres Farroupilhas, 2008
- Mulheres na Guerra do Paraguai, 2010
- Mulheres na Guerra dos Farrapos, 2013